# Щёлоков, Павел Тимофеевич
Павел Тимофеевич Щёлоков (5 января 1915, Уральский уезд, Уральская область — неизвестно, неизвестно) — советский зоотехник, лауреат Сталинской премии 2-й степени (1951).

## Биография
Родился 5 января 1915 года в Уральском уезде Уральской области. Член КПСС с 1952 года.
В 1940 году окончил Московскую сельскохозяйственную академию имени Тимирязева.
С 1941 года — главный зоотехник-селекционер, с 1943 года — директор опытного хозяйства Киргизского НИИ животноводства.
В 1948—1953 годах — начальник отдела селекции Управления животноводства Министерства сельского хозяйства Киргизской ССР.
В 1954—1960 годах — заместитель председателя Тянь-Шанского облисполкома. В 1960—1962 годах — второй секретарь Тянь-Шанского обкома Компартии Киргизии.
В 1963—1967 годах — директор совхоза «Санташ» Тюпского района и госплемзавода имени Ильича Кеминского района.
В 1968—1975 годах — заместитель начальника управления животноводства Министерства сельского хозяйства Киргизской ССР.
С 1975 года на пенсии.
Депутат Верховного Совета Киргизской ССР 4—5-го созывов (1955—1963).

## Награды
- Сталинская премия 2-й степени (1951, в составе авторского коллектива) — за выведение новой породы крупного рогатого скота «Алатаусская»;
- Заслуженный зоотехник Киргизской ССР (1948).

## Публикации
- Племенной завод имени Ильича [Текст] : (Роль завода в совершенствовании алатауского скота) / И. И. Федотов, заслуж. зоотехн. Кирг. ССР, П. Т. Щелоков, лауреат Гос. премии, Е. И. Солдатова, канд. с.-х. наук. — Фрунзе : Кыргызстан, 1967. — 36 с. : ил.; 20 см. — (Выставка достижений народного хозяйства СССР/ М-во сел. хоз-ва Кирг. ССР).
- Основные правила организации зимнего пастбищного содержания скота в колхозах Киргизской ССР [Текст] / Под общ. ред. лауреата Сталинской премии заслуж. зоотехника Киргиз. ССР П. Т. Щелокова ; М-во сельского хозяйства Киргиз. ССР. Киргиз. науч.-исслед. ин-т животноводства. — Фрунзе : [б. и.], 1952. — 20 с.; 19 см.